# Léon Delacroix
Léon Delacroix (1867 — 1929) foi um político da Bélgica. Ocupou o lugar de primeiro-ministro da Bélgica (ou Ministro-Presidente) de 21 de Novembro de 1918 a 20 de Novembro de 1920.